# Crinitocinus
Crinitocinus is een geslacht van kreeftachtigen uit de klasse van de Malacostraca (hogere kreeftachtigen).

## Soort
- Crinitocinus alcocki (Borradaile, 1902)